# GeoNames
GeoNames es una base de datos geográfica gratuita y accesible a través de Internet bajo una licencia Creative Commons Reconocimiento 3.0.

## Base de datos y servicios de Internet
La base de datos contiene más de 10 millones de nombres geográficos que corresponden a más de 9 millones de lugares existentes. Estos nombres están organizados en 9 categorías y 645 subcategorías. Datos como la latitud, la longitud, la altitud, la población, la subdivisión administrativa y el código postal están disponibles en varios idiomas para cada ubicación.
La coordenadas geográficas se basan en el sistema de coordenadas WGS 84 (Sistema Geodésico Mundial 1984).
La información es libremente accesible por una interfaz de Internet. Es posible encontrar lugares sobre la base de un código postal o cerca de un lugar determinado y encontrar enlaces al correspondiente artículo de Wikipedia
La interfaz es de tipo Wiki y los usuarios pueden agregar datos, mejorar o corregir los datos.

## Web de Integración Semántica
Cada característica en GeoNames está representado como un sitio de recursos identificados por un identificador URI estable. Este identificador URI proporciona acceso, mediante la transferencia de información, a un Wiki en la página HTML o una descripción de los recursos RDF utilizando el dialecto GeoNames.
Este dialecto describe las propiedades de la caracteres GeoNames utilizando OWL. Las clases y los códigos también se describen en el idioma SKOS. A través del URL de los artículos Wikipedia enlazados a la descripción RDF, los datos GeoNames se reenlazan a los datos DBpedia y otros datos RDF.

## Interfaz de Programación
- Java
- Drupal
- Perl
- Lisp
- Ruby
- Python
- Python (geopy)